# Jorge Méndez
Para el escritor costarricense ver Jorge Méndez Limbrick
Jorge Méndez (Paraná, Entre Ríos, Argentina, 10 de agosto de 1942) es un poeta, músico y cantautor argentino.

## Biografía
Se inclinó hacia la poesía, el canto y la guitarra desde joven. En 1961 escribió su primera canción denominada «Canción del jornalero». En 1965 se consagró en Cosquín lo que luego lo llevaría a grabar su primer disco titulado Lo mejor de Cosquín 1965. En 1983 publicó su primer libro de poemas Razón de ser. La Sociedad Argentina de Autores y Compositores editó su biografía dedicada a autores populares del litoral. En 1997 participó en la primera Fiesta Cultural del Mercosur en São Gabriel, Brasil. En 1999 presentó el disco El placer de cantar y su segundo libro de poemas Altibajos. En 2001, en Cosquín, participó en el "Encuentro de poetas con la gente" presentando su obra Destinos luminosos.
Reside en la localidad de Oro Verde, en la provincia de Entre Ríos.

## Discografía
Discos de Jorge Méndez editados:
- Lo mejor de Cosquín 1965.
- Razón de ser, 1973.
- Compartiendo, 1988.
- Sin estridencias, con Víctor Velázquez, 1992.
- Pasión de vuelo, con Ernesto Méndez, 1993.
- El placer de cantar (antología), 2001.
- Destinos luminosos. 2004
- El placer de compartir. 2008

## Premios y distinciones
- Primer premio como solista de canto en Posadas, Misiones, 1964.
- Primer premio en el Festival del Litoral de San Lorenzo, Santa Fe, 1964.
- Consagración en el Festival de Cosquín 1965
- Premio: Lira de Plata del Sindicato de Músicos de Rosario y SADAIC, 1980
- Ciudadano Ilustre de Paraná, Entre Ríos 2012
- Mención de Honor Senador Domingo Faustino Sarmiento (Senado de la Nación) 2012